# Lättgaskanon

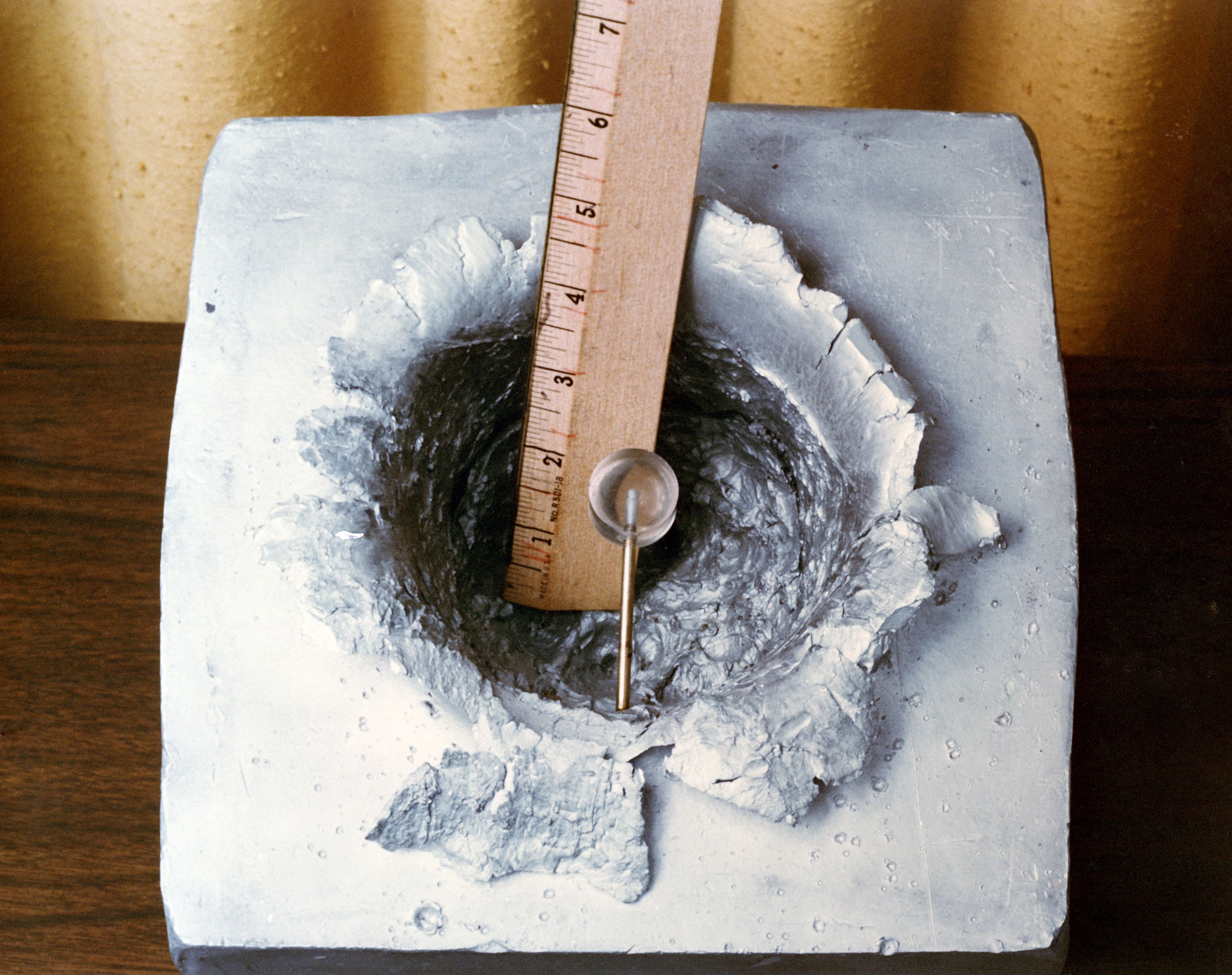
Effekten av en projektil på sju gram lexan som träffat ett aluminiumblock med 7 000 m/s.

En lättgaskanon är en maskin som kan accelerera projektiler till mycket högre hastighet än vanliga kanoner. Hittills har lättgaskanoner bara använts i forskningssyfte, till exempel för att framställa metalliskt väte, och inte som vapen.

## Konstruktion

Principen för en lättgaskanon.
1 – Slutstycke
2 – Brännkammare
3 – Drivladdning
4 – Kolv
5 – Pumpcylinder
6 – Lättgas (helium eller vätgas)
7 – Sprängbleck
8 – Högtrycksdel
9 – Projektil
10 – Eldrör

En lättgaskanon består av fyra delar:
1. Brännkammaren där en konventionell drivladdning driver kanonen.
2. Pumpröret där en kolv drivs framåt av krutgaserna och komprimerar lättgasen som oftast är vätgas eller helium.
3. Högtrycksdelen där trycket i lättgasen höjs genom en konisk avsmalning. Trycket i högtrycksdelen kan nå 1 gigapascal.
4. Kanonröret där projektilen accelereras av lättgasen. Mellan högtrycksdelen och kanonröret sitter ett sprängbleck som fungerar som en startventil.

## Funktionsprincip
Den gränssättande faktorn för den utgångshastighet som kan uppnås är ljudhastigheten i den gas som driver projektilen framåt. Att ett konventionellt eldvapen trots allt kan uppnå utgångshastigheter på upp till fem gånger ljudhastigheten i luft beror på att ljudhastigheten ökar med temperaturen.
För att kunna uppnå ännu högre utgångshastighet används en drivgas som har högre ljudhastighet än luft. Ljudets hastighet i luft är 340 m/s medan det är 970 m/s i helium och 1270 m/s i vätgas. Med en lättgas går det alltså att uppnå mer än tre gånger så hög utgångshastighet vid samma tryck. För att komprimera lättgasen används en kolv som drivs av en krutladdning.

## Pjäser

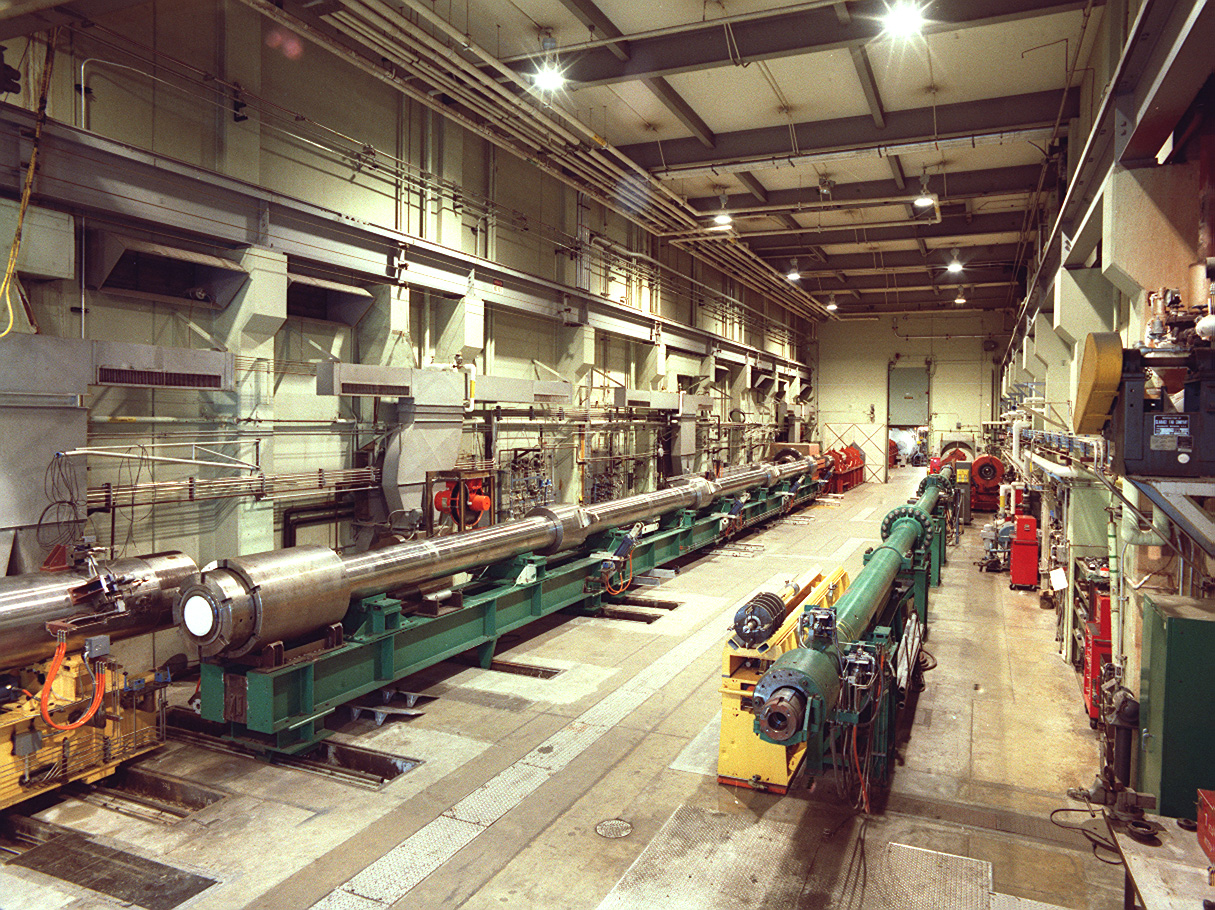
En lättgaskanon i ballistiklaboratoriet på Arnold Air Force Base i Tennessee.

NASA har ett antal lättgaskanoner vid Ames Research Center som används för att simulera vad som händer när små föremål i rymden kolliderar med en rymdfarkost i hög hastighet.
I Sverige finns en lättgaskanon vid totalförsvarets forskningsinstituts anläggning vid Grindsjöns Forskningscentrum som används för att utveckla keramiska skyddsplattor.